# Occlusiva palatale sonora
L'occlusiva palatale sonora è una consonante, rappresentata con il simbolo [ɟ] nell'alfabeto fonetico internazionale (IPA).
Nella lingua italiana tale fono non è presente. Si può riscontrare tuttavia in alcune lingue minoritarie tra le quali il friulano, il corso ed alcuni dialetti tra cui quello abruzzese e calabrese meridionale.

## Caratteristiche
La consonante occlusiva palatale sonora presenta le seguenti caratteristiche:
- il suo modo di articolazione è occlusivo, perché questo fono è dovuto all'occlusione del canale orale (la bocca), seguita da un brusco rilascio (esplosione);
- il suo luogo di articolazione è palatale, perché nel pronunciare tale suono il dorso della lingua tocca il palato;
- è una consonante sonora, in quanto questo suono è prodotto con la vibrazione delle corde vocali.

## In italiano
In italiano questo fono non costituisce una lettera standard, tuttavia è riscontrabile una forte somiglianza con [ɟ] in alcuni casi, come (allofono) del suono velare [ɡ] quando posto davanti a vocale anteriore (detta appunto palatale). Nella grafia, si aggiunge anche una ⟨h⟩ per non confonderlo con l'affricata postalveolare sonora [d͡ʒ], e quindi si scrive ⟨gh⟩. In una trascrizione fonetica larga, che cioè non segni le particolarità della pronuncia, non è obbligatorio segnarlo e si può trascrivere semplicemente [ɡ]. Un esempio di questo suono si trova nella parola "ghianda", [ˈɟjanda] (l'occlusiva palatale sonora differisce leggermente per una maggior vicinanza della lingua al palato).

## Altre lingue

### Irlandese
In lingua irlandese tale fono è reso con la grafia ⟨g⟩:
- gaeilge "gaelico" [ˈɡeːlʲɟə]

### Albanese
In lingua albanese tale fono è reso con la grafia ⟨gj⟩:
- gjuha "lingua" [ˈɟuha]

### Calabrese meridionale
Nel calabrese meridionale, tale fono è reso ⟨ghj⟩:
- ghjiru [ˈɟiru]

### Ceco e slovacco
In lingua ceca e slovacca tale fono è reso con la grafia ⟨ď⟩:
- ceco ďábel "diavolo" [ˈɟaːbɛl]
- slovacco ďakujem "grazie" [ˈɟakujem]

### Corso e gallurese
In lingua corsa e in gallurese questo suono è reso con la grafia ⟨ghj⟩ seguita da vocale:
- fighjulà "osservare" [viɟːuˈla]
- oghji "oggi" [ˈoɟːi]

### Friulano
In lingua friulana (varietà centrale ed occidentale) questo suono è reso con la grafia ⟨gj⟩ seguita da vocale:
- gjat "gatto" [ɟat]
- gjonde "gioia" [ˈɟonde]

### Ungherese
In lingua ungherese tale fono è reso con la grafia ⟨gy⟩:
- gyám "guardiano" [ɟaːm]

### Turco
In lingua turca tale fono è reso con la grafia ⟨g⟩ seguito da i, ü:
- güneş "sole" [ɟyˈneʃ]

### Greco
In lingua greca tale fono è reso ⟨γ⟩ nell'alfabeto greco:
- μετάγγιση "trasfusione" [meˈtɐ(ɲ)ɟisi]

### Occitano
Il fonema è attestato nella varietà occitana di Valloriate (Valle Stura di Demonte), dove continua i nessi latini -CL- e -LJ-:
- bëgghia 'ape' [ˈbəɟɟa]

### Macedone
In lingua macedone tale fono è reso ⟨ѓ⟩ nell'alfabeto cirillico:
- раѓање "nascita" [raɟaɲɛ]